# Umut Bozok
Umut Dilan Bozok (Saint-Avold, 19 september 1996) is een Turks-Frans voetballer die doorgaans speelt als spits. In februari 2025 verruilde hij Trabzonspor voor Eyüpspor. Bozok maakte in 2022 zijn debuut in het Turks voetbalelftal.

## Clubcarrière
Bozok begon met voetballen bij amateurclub Etoile Naborienne en in 2011 kwam hij in de jeugdopleiding van FC Metz terecht. Vijf seizoenen zou de aanvaller bij die club blijven, zonder optredens in het eerste elftal. Hierna ging hij spelen voor Consolat, in de Championnat National. Hier werd hij topscorer van de competitie met achttien treffers, waarop Nîmes Olympique de aanvaller kocht voor circa honderdvijftigduizend euro. Bij zijn nieuwe club zette de Turk zijn handtekening onder een verbintenis voor de duur van drie seizoenen. In zijn eerste seizoen bij Nîmes was Bozok goed voor vierentwintig treffers in de competitie, waarmee hij opnieuw topscorer werd. Door de tweede plaats in de Ligue 2 promoveerde hij met zijn club naar de Ligue 1. In die competitie kwam hij tot twee doelpunten in een heel seizoen en in de zomer van 2019 vertrok hij uit Nîmes.
FC Lorient nam de aanvaller voor anderhalf miljoen euro over en schotelde hem een contract voor drie seizoenen voor. Na een kampioenschap op het tweede niveau promoveerde Bozok opnieuw met een van zijn clubs naar het hoogste niveau. Hier kwam hij slechts tot vijf invalbeurten in een half jaar, waarna Troyes hem op huurbasis overnam. Met Troyes kroonde hij zich tot kampioen van de Ligue 2. In de zomer van 2021 huurde Kasımpaşa de aanvaller voor één seizoen. Hier werd hij topscorer van de Süper Lig met twintig doelpunten. Na deze verhuurperiode bleef Bozok in die competitie voetballen, nadat Trabzonspor hem overnam en een contract voor drie seizoenen voorschotelde. Bozok vertrok in februari 2025 naar Eyüpspor.

## Clubstatistieken
| Seizoen | Club            | Competitie           | Competitie | Competitie | Beker | Beker | Internationaal | Internationaal | Totaal | Totaal |
| Seizoen | Club            | Competitie           | Wed.       | Dlp.       | Wed.  | Dlp.  | Wed.           | Dlp.           | Wed.   | Dlp.   |
| ------- | --------------- | -------------------- | ---------- | ---------- | ----- | ----- | -------------- | -------------- | ------ | ------ |
| 2016/17 | Consolat        | Championnat National | 31         | 18         | 3     | 0     | —              | —              | 34     | 18     |
| 2017/18 | Nîmes Olympique | Ligue 2              | 36         | 24         | 2     | 1     | —              | —              | 38     | 25     |
| 2018/19 | Nîmes Olympique | Ligue 1              | 25         | 2          | 2     | 0     | —              | —              | 27     | 2      |
| 2019/20 | FC Lorient      | Ligue 2              | 16         | 2          | 4     | 2     | —              | —              | 20     | 4      |
| 2020/21 | FC Lorient      | Ligue 1              | 5          | 0          | 0     | 0     | —              | —              | 5      | 0      |
| 2020/21 | → Troyes        | Ligue 2              | 16         | 1          | 0     | 0     | —              | —              | 16     | 1      |
| 2021/22 | → Kasımpaşa     | Süper Lig            | 38         | 20         | 3     | 0     | —              | —              | 41     | 20     |
| 2022/23 | Trabzonspor     | Süper Lig            | 27         | 8          | 3     | 1     | 7              | 1              | 37     | 10     |
| 2023/24 | Trabzonspor     | Süper Lig            | 13         | 1          | 2     | 2     | —              | —              | 15     | 3      |
| 2024/25 | Trabzonspor     | Süper Lig            | 4          | 1          | 0     | 0     | 0              | 0              | 4      | 1      |
| 2024/25 | Eyüpspor        | Süper Lig            | 0          | 0          | 0     | 0     | —              | —              | 0      | 0      |
| Totaal  | Totaal          | Totaal               | 211        | 77         | 19    | 6     | 7              | 1              | 237    | 84     |

Bijgewerkt op 3 februari 2025.

## Interlandcarrière
Bozok maakte zijn debuut in het Turks voetbalelftal op 25 september 2022, toen met 2–1 verloren werd van Faeröer in het kader van de UEFA Nations League. Viljormur Davidsen en Jóan Símun Edmundsson scoorde namens Faeröer, waarna Serdar Gürler tekende voor het tegendoelpunt. Bozok moest van bondscoach Stefan Kuntz op de reservebank beginnen en hij viel acht minuten voor het einde van de wedstrijd in voor Eren Elmalı.
| Interlands van Umut Bozok voor Turkije | Interlands van Umut Bozok voor Turkije | Interlands van Umut Bozok voor Turkije | Interlands van Umut Bozok voor Turkije | Interlands van Umut Bozok voor Turkije | Interlands van Umut Bozok voor Turkije | Interlands van Umut Bozok voor Turkije |
| №                                      | Datum                                  | Wedstrijd                              | Uitslag                                | Competitie                             | Goals                                  |                                        |
| Als speler bij Trabzonspor             | Als speler bij Trabzonspor             | Als speler bij Trabzonspor             | Als speler bij Trabzonspor             | Als speler bij Trabzonspor             | Als speler bij Trabzonspor             | Als speler bij Trabzonspor             |
| -------------------------------------- | -------------------------------------- | -------------------------------------- | -------------------------------------- | -------------------------------------- | -------------------------------------- | -------------------------------------- |
| 1                                      | 25 september 2022                      | Faeröer – Turkije                      | 2 – 1                                  | Nations League 2022/23                 |                                        |                                        |

Bijgewerkt op 3 februari 2025.

## Erelijst
| Competitie                     |            |                                                    |            |            |
| Competitie                     | Aantal     | Jaren                                              |            |            |
| FC Lorient                     | FC Lorient | FC Lorient                                         | FC Lorient | FC Lorient |
| ------------------------------ | ---------- | -------------------------------------------------- | ---------- | ---------- |
| Ligue 2                        | 1          | 2019/20                                            |            |            |
| Troyes                         |            |                                                    |            |            |
| Ligue 2                        | 1          | 2020/21                                            |            |            |
| Individueel                    |            |                                                    |            |            |
| Topscorer Championnat National | 1          | 2016/17 (18 goals, als speler bij Consolat)        |            |            |
| Topscorer Ligue 2              | 1          | 2017/18 (24 goals, als speler bij Nîmes Olympique) |            |            |
| Topscorer Süper Lig            | 1          | 2021/22 (20 goals, als speler bij Kasımpaşa)       |            |            |